# کراملی، چپل، آلاباما
کراملی (به انگلیسی: Crumley Chapel) یک منطقهٔ مسکونی در ایالات متحده آمریکا است که در آلاباما واقع شده‌است. کراملی ۱۸۴٫۱ متر بالاتر از سطح دریا واقع شده‌است.